# エモーショナル・トイ
エモーショナル・トイ（Emotional Toy）は、ナムコ（旧社、後のバンダイナムコエンターテインメント）が1985年から1987年にかけて日本で発売した玩具のシリーズ名。
ナムコット(namcot)ブランドで発売された。

## ラインナップ
全部で5種類発売された。

### はげまし人形 龍馬くん
1985年10月25日発売、2,300円（税別）。デザインは後に『源平討魔伝』『超絶倫人ベラボーマン』などを手がける穴田悟。この年が生誕150周年に当たる幕末の人物・坂本龍馬をモチーフにした人形で、腰に差した刀を引っ張ると紐が引かれ、以下の4種類の台詞の内1種類をランダムで喋る（発声にはゼンマイ式の音声ユニットを使用）。
- 小さな事にこだわってちゃいかんぜよ!
- くよくよしてちゃいかんぜよ!
- 心はいつも太平洋ぜよ!
- でっかい夢を持たなきゃいかんぜよ!

台詞は坂本龍馬の人物像をイメージした創作。
エモーショナル・トイの中では最も知名度が高く、商品発売から3年後の1988年にPCエンジンでリリースされた『プロ野球ワールドスタジアム』では登録名「りようま」でナムコスターズの7番・遊撃手として登場。以後のファミスタシリーズでも長らく「りようま」、「りょうまくん」、「龍馬くん」、「龍馬」の名前で選手登録されている。
1987年11月5日には、サイズを小型化した「小龍馬くん」を発売。1,480円（税別）。声が高くなり、「だいじょうぶぜよ」等の台詞を喋る。
1996年12月12日には龍馬くんを主人公にしたWindows/Mac両対応（ハイブリッド）の英会話トレーニングソフト『龍馬くん太平洋を渡る』が発売された。
2009年12月26日には、翌2010年1月からのNHK大河ドラマ『龍馬伝』放送開始に便乗する形で復刻され、ナムコとの経営統合によりバンダイナムコグループの玩具部門を請け負ったバンダイより再発売された。1,300円（税別）。オリジナルからの変更点は以下の通り。
- 名称が「励まし人形 りょうまくん」に変更。
- サイズを全高11.5cmに縮小。
- 刀を引く方式から、刀のボタンを押す方式に変更。
- 発声機構がゼンマイ式から電子音声式に変更（それにより乾電池駆動となった）。
- 新たに以下の2種類の台詞が追加。いずれも実際に龍馬の言として伝えられているものをベースにしたもの。
  - 我がなすことは我のみぞ知る!
  - 日本をいま一度せんたくし申し候!

2010年1月には、カプセルトイとして『りょうまくん　サウンドマスコット』が発売。全4種類で、表情と着物の色、台詞が異なる（台詞はオリジナルの4種類のいずれか1種類）。

### べらんめい人形 がんこ職人
1986年10月18日発売、2,300円（税別）。龍馬くんのように実在の人物がモデルではなく、ストックキャラクターとして昔気質の江戸っ子をイメージしている（デザインは龍馬くんと同じ穴田悟）。龍馬くんと同様、腰の墨壺を引っ張ると以下の4種類のメッセージの内1種類をランダムで喋る。
- べらんめい、がたがた言ってんじゃねーやい。
- べらんめい、仕事しろい。
- べらんめい、ひっこんでろい。
- べらんめい、こちとら江戸っ子でい。

### 静寂石
1987年11月5日発売、3,900円（税別）。その名の通り、石を模した外観で周囲が無音状態になると、深い森の奥をイメージしたせせらぎの音が流れ出す。所謂ストレス解消を目的とした癒やし系のリラクゼーショングッズ。音声ユニットには小型のエンドレステープが使用されていた。

### 恋のトリコどーる
1987年11月5日発売、各2,300円（税別）。天使のキューティー、悪魔のシビリー、オバケのブルー、雪だるまのホワイティーの4種。ソフトビニール製の人形で、持ち上げると心臓の鼓動のように振動する。

### ワギャナイザー
1987年11月5日発売、4,800円（税別）。エレメカ発祥の玩具「ワギャン」と同時期に発売された。
ワギャンと銃を融合させたような外観で、外部の音声をサンプリング（録音）してから引き金を引くと、録音した音声がシャウティング（発射）される。また、玩具としての知名度とは別にファミコン用ソフト『ワギャンランド』のパワーアップアイテム（外観は玩具と同じ）としても知られている。

## 備考
- ナムコ広報誌「NG」に連載されていた漫画『まけないくん』は、作者名が「龍馬くん」だった（実際は穴田悟の作）。なお最終話には龍馬くんがカメオ出演している。
- デーモン小暮のオールナイトニッポンでは、1988年の放送当時に番組のコーナー「職人気質（かたぎ）物語」に関連して、がんこ職人が番組内で紹介されたことがある。4種類の音声がランダムで発声される仕様上、放送中に中々想定通りの声が出ないことに対してデーモン小暮閣下が突っ込んだところ、がんこ職人が「べらんめい、がたがた言ってんじゃねーやい。」と発声してしまい切り替えされた。
- バンダイナムコゲームスのフィーチャーフォン向けサイト「ナムコメロキャラ」では、静寂石を除く4種類の玩具の待ち受け画像や着ボイスが、「エモーショナル・トイ」のカテゴリで配信されていた。
- 恋のトリコどーるを除く4種類の玩具は、全てPlayStation 2用ソフト『NAMCO x CAPCOM』のアイテムとして登場している。